# Ivan Aparecido
Ivan Aparecido Martins (Jaú, 25 de agosto de 1992), conhecido por Ivan, é um futebolista brasileiro que joga como lateral-direito. Atualmente joga pelo FC Cascavel.

## Carreira
Ivan foi revelado na Portuguesa, onde começou a ganhar espaço como profissional em 2011. No clube paulista, o ala foi campeão do Paulista Sub-20, da Série B e do Paulista da Série A2. Em 2014, acertou com o Coritiba por dois anos. Ele conseguiu assinar contrato com o Coxa, após rescindir seu contrato com a Lusa na Justiça. Para tanto, ele alegou falta de pagamento de Fundo de Garantia por Tempo de Serviço (FGTS). Contratado para compor o grupo Sub-23 Coxa-Branca, nem chegou a ser aproveitado antes de ser emprestado ao Atlético Sorocaba. Na sua volta, foi escolhido o melhor atleta da Copa Foz 100 anos, vencida pelo Coritiba em junho. Após o bom desempenho, acabou sendo integrado ao elenco que disputava o Brasileirão. Estreou no início do returno, em Santos, contra o peixe. Naquela ocasião, apesar do resultado negativo, ele mostrou personalidade, sendo inclusive o responsável por praticamente todas as cobranças de bola parada.

## Títulos
Portuguesa
- Campeonato Brasileiro - Série B: 2011
- Campeonato Paulista - Série A2: 2013

Caxias
- Taça Coronel Ewaldo Poeta: 2020

Mirassol
- Campeonato Brasileiro - Série C: 2022